# أنتوني توريس
أنتوني توريس (بالإسبانية: Antoni Torres García) (29 يوليو 1943 في إسبانيا - 24 فبراير 2003 في إسبانيا) هو مدرب كرة قدم ولاعب كرة قدم إسباني في مركز الدفاع. شارك مع منتخب إسبانيا لكرة القدم ومنتخب كاتالونيا لكرة القدم. أما مع النوادي، فقد لعب مع نادي إيركوليس ونادي برشلونة ومنتخب إسبانيا لكرة القدم للهواة.

## وصلات خارجية
- أنتوني توريس على موقع قاعدة بيانات كرة القدم.إي يو (الإنجليزية)
- أنتوني توريس على موقع ناشيونال فوتبول تيمز (الإنجليزية)
- أنتوني توريس على موقع عالم كرة القدم.نت (الإنجليزية)